# مارتن هايدغر

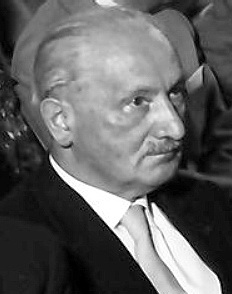
مارتن هايدغر.

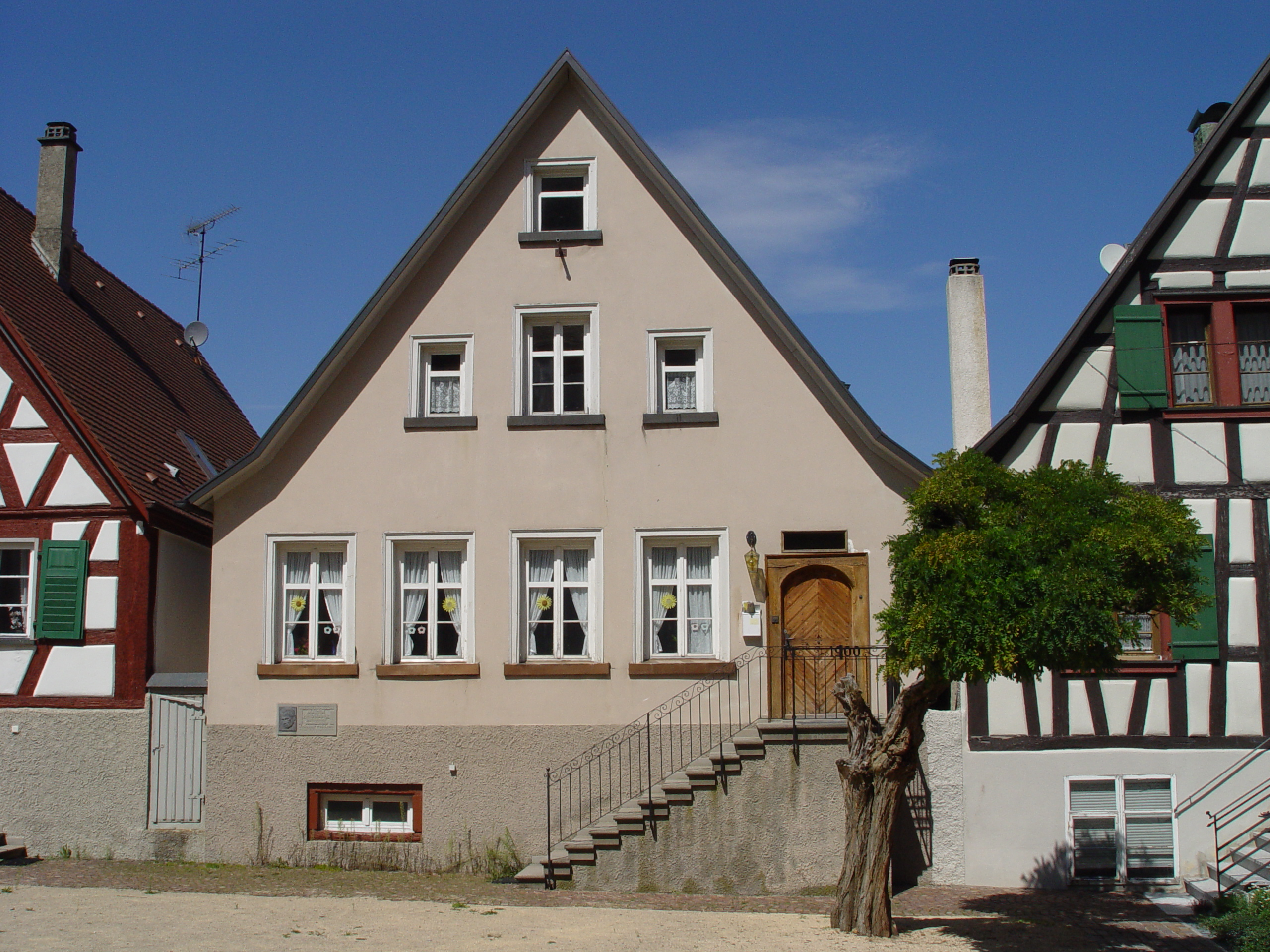
المكان في ميسكيرخ, حيث نشأ هايدغر.

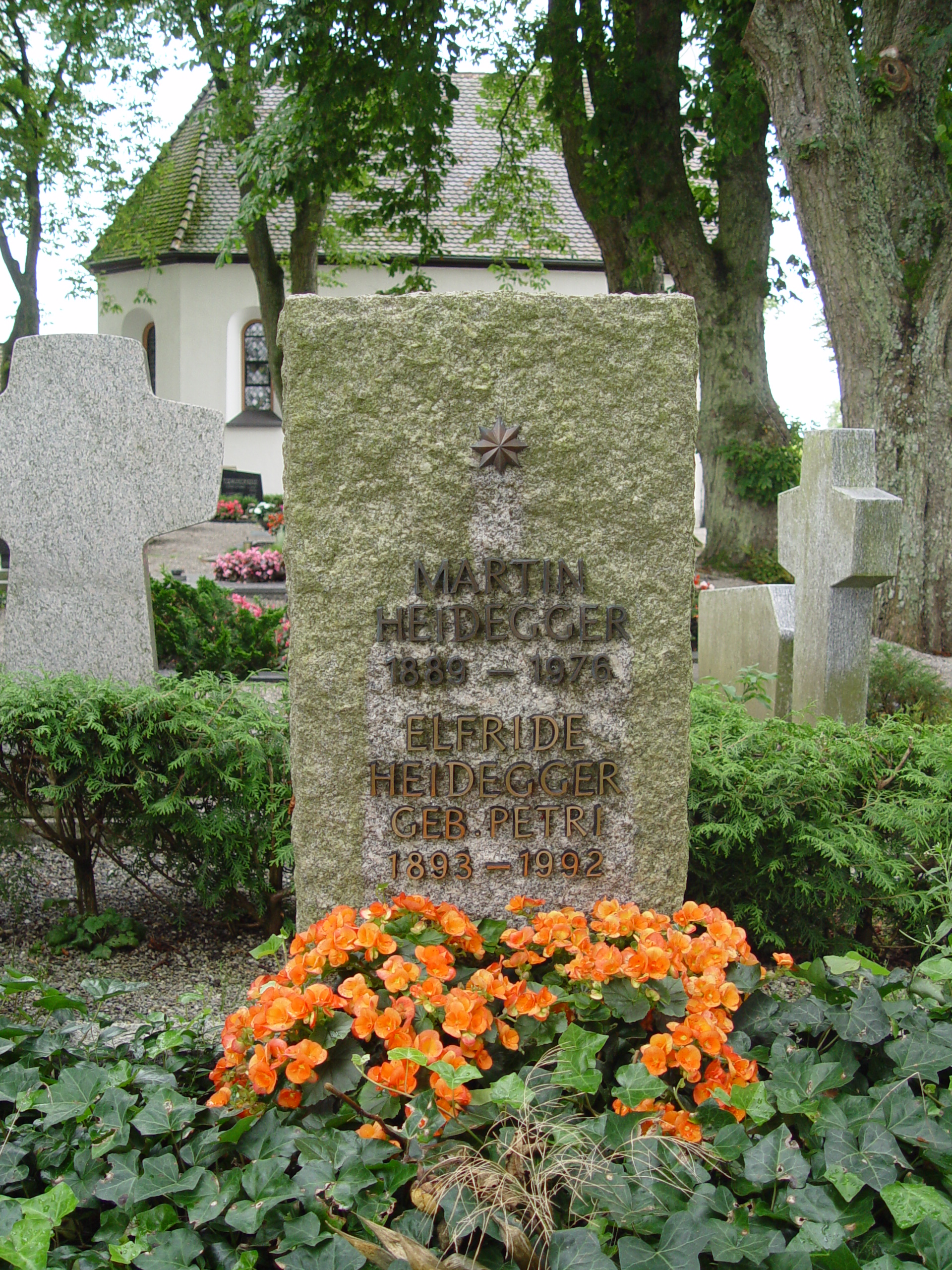
قبر مارتن هايدغر.

مارتن هايدغر (بالألمانية: Martin Heidegger)‏ (26 سبتمبر 1889 - 26 مايو 1976) فيلسُوف أَلَمَّانِي. ولد جنوب ألمانيا، درس في جامعة فرايبورغ تحت إشراف إدموند هوسرل مؤسس الظاهريات، ثم أصبح أستاذاً فيها عام 1928. وجه اهتمامه الفلسفي إلى مشكلات الوجود والتقنية والحرية والحقيقة وغيرها من المسائل. ومن أبرز مؤلفاته: الوجود والزمان (1927) ؛ دروب مُوصَدة (1950) ؛ ما الذي يُسَمَّى فكراً (1954) ؛ المفاهيم الأساسية في الميتافيزيقا (1961)؛ نداء الحقيقة؛ في ماهية الحرية الإنسانية (1982) ؛ نيتشه (1983).
تميز هايدغر بتأثيره الكبير على المدارس الفلسفية في القرن العشرين ومن أهمها الوجودية، التأويليات، فلسفة النقض أو التفكيكية، ما بعد الحداثة. ومن أهم إنجازاته أنه أعاد توجيه الفلسفة الغربية بعيداً عن الأسئلة الميتافيزيقية واللاهوتية والأسئلة الإبستمولوجية، ليطرح عوضاً عنها أسئلة نظرية الوجود (الأنطولوجيا)، وهي أسئلة تتركز أساساً على معنى الكينونة (Dasein). ويتهمه كثير من الفلاسفة والمفكرين والمؤرخين بمعاداة السامية أو على الأقل يلومونه على انتمائه خلال فترة معينة للحزب النازي الألماني.

## أفكاره
كانت تجربة مارتن هايدغر في القلق والتي كشفت له لا الوجود وإنما العدم (Le Néant) أساسية بشكل لافت والذي بدوره كشف لهايدغر عن معنى الوجود (L’être)، فالقلق الذي عايشه هايدغر له صلة بفكرة العدم، فالإنسان يقلق وذلك لكونه يدرك أنه محكوم في النهاية بالموت الذي هو العدم نفسه، والقلق هذا هو ليس الخوف، إذ أن الفرق بين الاثنين واضح: في الخوف يستطيع الإنسان أن يحدد موضوع خوفه والذي يأتي من خطر معروف، أما القلق الذي على الشكل الذي عايشه مارتن هايدغر فإن موضعه وأسبابه تكون غير مفهومة (مبهمة)، منشأ القلق عند هايدغر ليس الشعور بالذنب بعد ارتكاب خطيئةٍ ما كما عند كيركغور، وإنما منشأه هو الخوف من العدم، فيكون مصدره هو الوجود:
«وما القلق إلّا حالة الخوف المطلق أمام العراء المطلق»، وللقلق الوجودي دور هام يتمثل بانتشال (الأنا) من سقوطها ثم إرغامها على الاختيار بين تركيبين وجوديين، تكشفا لهايدغر بفعل تجربته الأساسية الخاصة في القلق: «وإنه ينبثق [أي القلق] هو نفسه من أن الأنية (الأنا) تشعر بأنها “ملقاة-هناك” وبأنها مرغمة على الاختيار بين شكلين متعارضين للوجود.»
فهذان الشكلان (التركيبان) المتعارضان هما:

### الوجود الأصيل
(Authentique) أو الشعور بالموقف الأصيل: حيث القلق هو الذي يأتي بالأنانية (الأنا) إلى هذا الوجود الذي يسميه هايدغر (الوجود-في-العالم)، وهذه «الأنا» في هذا الوجود تستشعر بصورة قوية بـالعزلة، وهي «الأنا الوحدية» والتي هي (الصورة الأساسية للشعور بالموقف الاصلي)، فالقلق يعري الذات الإنسانية ويساعد الإنسان على تأكيد ذاته وان يكون هو نفسه، فالوجود المفعم بالقلق الوجودي هو الوجود الأصيل عند هايدغر، أفراد قلائل هم الذين يختارون (الوجود الأصيل) وهذا يعني قبولهم في معايشة القلق، وذلك بهدف تأكيد ذواتهم وتأكيد تفردهم كأفراد يسعون إلى معرفة حقيقتهم ومعرفة معنى وجودهم الخاص، وسيكشف لهم (القلق)، لا معقولية الوجود، وأن الحياة لا معنى لها، ولكن مع الاستمرار بها فالإنسان هو الذي يمنح الحياة معناها والوجود معقوليته، والقلق يحث ويدفع الإنسان إلى البحث عن ماهيته التحقيقية المحتجبة، وهو في الفلسفة الوجودية صانع لنفسه عبر ذاته التي يستحثها القلق، وأن يكون الإنسان هو ذاته فهذه صفة من صفات الوجود الأصيل، إلا أن الذات لا يمكن أن تكون هي نفسها إلا إذا تمتعت بالحرية.

### الوجود الزائف
(Inauthentique) أو المبتذل: يرى هايدغر أن الأنية لها القدرة على الاختيار بين هذين الوجودين (الوجود الأصيل أو الوجود الزائف) الذي كشفهما له القلق، وفي الوجود الزائف تستغرق الأنية (الأنا) في العالم والوجود الجماعي (L’être communautaire)، والذي هو «ضرب من عدم الوجود»، وهذا معناه (ألا يكون المرء ذاته، وهنا تصبح الأنية ــ بصورة إيجابية ــ شيئاً آخر غير ذاتها) فالأنية ستكون هناك دوماً فيكون سيان عندها ما يحدث في الحياة أو لا يحدث شيء، وهذا هروب للأنية (الأنا) من القلق، وعندما تهرب فإن الوجود التي هي فيه سيكون في مرحلة «السقوط»، ثلاث سمات رئيسية تميز هذا السقوط الذي يؤدي إلى الوجود الزائف:
1. الثرثرة اليومية (bavardage)، حيث تقطع الأنية (الأنا) كل صلة لها بالوجود الأصيل، وحيث تصبح هذه الثرثرة مقياس لمعرفة المرء.
2. الفضول الزائف (curiosité)، حيث الدافع له هو الهروب من الذات، والتسلية، والضياع في الأشياء، وهو يحجب الطبيعة الأصلية للإنسان فيغدو لا رغبة له بفهم الوجود والنفاذ إليه، فالفضول يقدم للأنية أسوأ خداع إذ تتوهم هذه الأنية أنها تحيا حياة حقيقية غير زائفة.
3. الالتباس (equivoque): وهذا يحدث عند الإنسان عندما يصل إلى مرحلة من الابتذال، فيصعب عليه التمييز بين الحياة الحقة الأصيلة والحياة المبتذلة. إن هذا الوجود الذي أطلق عليه هايدغر اسم (الوجود المبتذل) هو وجود مع الناس الذين لا يريدون العيش مع القلق، فيتملصون بكل وسيلة للابتعاد عنه وعن قصده، فلا يهمهم «تأكيد الذات» أو تأكيد تفردهم أو معرفة ذواتهم، فهم لا يتحملون متاهات القلق، لذا فإنهم يسعون إلى التخلص منه بالانغماس في الحياة اليومية الروتينية رافضين الخروج من عبوديتهم لها، مبتعدين عن أية محاولة تقودهم إلى البحث عن معنى الوجود أو البحث عن ماهيتهم الحقيقية. السقوط هو الهروب من القلق والعزل.

| مارتن هايدغر   | إِن لُغتِي هِي مسكنِيٌّ، وَهِي موطِنِيّ ومُستقِرِّيٌّ، وهِي حُدود عالمِيّ الحمِيمِ ومعَالِمِهِ وتَضَارِيسِه، ومِن نوافذِها ومِن خِلال عُيُونِهَا أَنظر إِلَى بقِّيَّة أَرجاء الكونِ الواسِع | مارتن هايدغر |
| — مارتِن هَايِدغر | |              |

## هايدغر والحزب النازي

### رئاسة الجامعة
أدى أدولف هتلر اليمين ليصبح مستشار ألمانيا بتاريخ 30 يناير عام 1933. انتخب هايدغر رئيسًا لجامعة فرايبورغ في يوم 21 أبريل عام 1933، وتولى منصبه في اليوم التالي. وانتسب إلى الحزب النازي في يوم 1 مايو.
ألقى هايدغر خطابه التنصيبي كرئيس للجامعة تحت عنوان «التأكيد الذاتي للجامعة الألمانية» في قاعة مزينة بالصلبان المعقوفة بتاريخ 27 مايو عام 1933. حضر أعضاء من كتيبة العاصفة ومسؤولون بارزون في الحزب النازي هذه الفعالية.
كانت فترة توليه للمنصب محفوفة بالمصاعب من البداية. اعتبره بعض المسؤولون التعليميون النازيون خصمًا، في حين نظر آخرون إلى جهوده نظرة الساخر. استهزأ بعض رفقاء هايدغر النازيين من كتاباته الفلسفية واعتبروها محض هراء. وفي النهاية، قدم استقالته من منصبه كرئيس جامعي بتاريخ 23 أبريل عام 1934، وقبِلت في يوم 27 أبريل. ظل هايدغر عضوًا في كل من هيئة التدريس الأكاديمية والحزب النازي حتى نهاية الحرب.
كتب المؤرخ الفلسفي هانز سلوغا: «رغم منعه الطلبة من تعليق ملصق معادٍ للسامية على مدخل الجامعة، ومن حرق الكتب حين كان رئيسًا، غير أنه كان على اتصال وثيق مع الزعماء الطلابيين النازيين، وأبدى بوضوح تعاطفه مع نشاطهم».

كتب هايدغر عن ولايته كرئيس في عام 1945. وأعطى ما كتبه لابنه هيرمان لتنشر في عام 1983:
«كانت رئاسة الجامعة محاولة لاستشفاف شيء في الحركة التي تسلمت مقاليد السلطة، بعيدًا عن إخفاقاتها وجلافتها، وأنها كانت أكثر امتدادًا في التأثير، وربما سوف تستحضر تركيزًا على الجوهر التاريخي الغربي للألمان في يوم من الأيام. لا إنكار بتاتًا أني آمنت بمثل هكذا احتمالات في ذاك الوقت، ولأجل ذلك السبب تخليت عن المهمة الفعلية الكامنة في التفكير من أجل أن أكون فاعلًا بصفة رسمية. لن يُقلل من أهمية ما تسبب به تقصيري في المنصب بأي شكل من الأشكال. بيد أن وجهات النظر هذه لا تأخذ بعين الاعتبار المحور الأساسي، وما دفعني لقبول منصب الرئاسة.»

### فترة ما بعد الحرب
استدعي هايدغر لحضور جلسة استماع حول موضوع اجتثاث النازية بعد انتهاء الحرب العالمية الثانية. تحدثت طالبة هايدغر وعشيقته السابقة هانا آرنت بالنيابة عنه في جلسة الاستماع، وذلك في الحين الذي تحدث كارل ياسبرز ضده. وجهت إلى هايدغر أربع تهم وفصل من الجامعة واعتبر «تابعًا» (ميتلاوفر) للنازية. حظِر هايدغر من التدريس خلال الفترة ما بين عام 1945 وعام 1951. كانت إحدى عواقب هذا الحظر زيادة انخراط هايدغر في الساحة الفلسفية الفرنسية.
نأى هايدغر بنفسه عن النازية في مقاربته الفكرية في فترة ما بعد الحرب، غير أن تعليقاته النقدية حول النازية بدت فاضحة بالنسبة للبعض؛ نظرًا لأنها مالت نحو وضع جرائم الحرب النازية على قدم المساواة مع الممارسات غير الإنسانية الأخرى المرتبطة بالترشيد والتصنيع، بما في ذلك معاملة الحيوانات في المزارع الصناعية. على سبيل المثال، قال هايدغر في محاضرة ألقاها في مدينة بريمن عام 1949: «أضحت الزراعة الآن صناعة غذائية آلية، وهي تشبه من حيث الجوهر إنتاج الجثث في غرف الغاز ومعسكرات الإبادة، وتشبه عمليات الحصار وتجويع الدول، وتشبه تصنيع القنابل الهيدروجينية».
اجتمع هايدغر بالشاعر اليهودي بول تسيلان -وهو أحد الناجين من معسكرات الاعتقال- في عام 1967. زار تسيلان هايدغر في متنفسه الريفي وكتب قصيدة مبهمة حول لقائهما، وجاء ذلك بعدما تراسل الاثنان منذ عام 1956. فسر البعض القصيدة على أنها تعبير عن رغبة تسيلان في أن يعتذر هايدغر عن سلوكه خلال الحقبة النازية.
يرى المدافعون عن هايدغر ومن أبرزهم آرنت أن دعمه للنازية كان «خطًا» شخصيًا يقبل الجدال (وهي كلمة وضعتها آرنت قاب قوسين حين أشارت إلى سياسة هايدغر خلال الحقبة النازية). يعتقد المدافعون أن هذا الخطأ لا يمت لفلسفة هايدغر بصلة، في حين يزعم النقاد من أمثال ليفيناس وكارل لوفيث وثيودور أدورنو أن دعم هايدغر للنازية يكشف العيوب المتأصلة في فكره.

## التلقي الأوروبي
يعتبر هايدغر من بين أهم فلاسفة القرن العشرين وأكثرهم تأثيرًا بتقييم العديد من المراقبين. بيد أن بعض جوانب عمله تعرضت للانتقاد من قبل أولئك الذين ظلوا يعترفون بتأثيره. تشمل بعض التساؤلات المطروحة حول فلسفة هايدغر الأولوية التي تحتلها الأنطولوجيا، ووضع الحيوانات، وطبيعة المتدينين، وإغفال هايدغر المفترض لعلم الأخلاقيات (إيمانويل ليفيناس)، والجسد (موريس ميرلو بونتي)، والاختلاف الجنسي (لوس إريغاراي)، والفضاء (بيتر سلوتردايك).
ربط المفكرون الهيغليون الماركسيون، ولا سيما جيورجي لوكاش ومدرسة فرانكفورت، أسلوب ومحتوى فكر هايدغر باللاعقلانية وانتقدوا النتائج السياسية المتمخضة عنه. على سبيل المثال، كتب تيودور أدورنو في كتاب «رطانة الأصالة» نقدًا مستفيضًا للطابع الأيديولوجي الذي اصطبغ به استخدام هايدغر للغة في البداية وفي الفترة اللاحقة. أنذر يورغن هابرماس بالتأثير الذي ألقاه هايدغر على الفلسفة الفرنسية المعاصرة في محاججته ضد «فلسفة ما بعد الحداثة» في كتاب «الخطاب الفلسفي للحداثة».
يعد تاريخ قراءة وتفسير أعمال هايدغر في فرنسا طويلًا ومتشعبًا. ارتبطت أعمال هايدغر بالوجودية في أغلب الأحيان، وذلك نظرًا لتناول هايدغر للأونطولوجيا التي فسِرت في معظم الأحيان على أنها متأصلة في تحليل وجودية الصيرورة البشرية الفردانية (الدازاين). يلاحَظ تأثير هايدغر على كتاب «الوجود والعدم» لسارتر الصادر عام 1943. غير أن هايدغر نفسه رأى أن سارتر أخطأ في قراءة أعماله.
نظر ديريدا إلى نهج التفكيك كتقليد موروث تناقله هايدغر (كان الغرض من وضع مصطلح «ديكونستروكسيون» الفرنسي ترجمة استخدام هايدغر للفظ «ديستروكتيون» - الذي يعني بحرفيته «تدمير» - ولفظ «آباو» - والذي يعني بحرفيته «إزالة البناء»).
لطالما ظلت مسألة مشاركة هايدغر في الحزب النازي قضية رئيسية ألقت بشبح ظلها عليه في أوروبا، وذلك إلى جانب الشؤون الفلسفية المذكورة.

## تلقي الفلسفة التحليلية الأنجلو-أميركية
قابلت الفلسفة التحليلية الأنجلو-أميركية (بدءًا من الوضعانيين المنطقيين) فلسفة هايدغر بالاستقبال السلبي الموحد تقريبًا. اتهم رودولف كارناب هايدغر بطرح أونطولوجيا «وهمية»، منتقدًا إياه لوقوعه في مغالطة تجسيد المجردات وتجاهله الخاطئ للمعالجة المنطقية للغة، والذي رأى كارناب أن من شأنه أن يؤدي إلى كتابة «طروحات زائفة غير منطقية». أبدى أ. ج. آير اعتراضه على اقتراح هايدغر الرامي إلى وضع نظريات شاملة وواسعة مرتبطة بالوجود دون أن تخضع للتمحيص من خلال الإيضاح التجريبي والتحليل المنطقي.
اعتبر بيرتراند راسل هايدغر شخصًا ظلاميًا، إذ كتب: «تتصف فلسفته بالغرابة المثقلة التي تميز مصطلحاتها وإبهامها المفرط. لا يسع المرء سوى الاشتباه في أن اللغة تخرج هنا عن جماح السيطرة. ومن النقاط المثيرة للاهتمام في تخميناته هي الإصرار على أن العدم هو شيء إيجابي. ومثلما هو الحال في غير ذلك من الوجودية فإن هذه ليست سوى محض ملاحظة نفسية مقدمة بغطاء منطقي». تعبر هذه الاقتباسات طبقًا لريتشارد بولت عن مشاعر العديد من الفلاسفة التحليليين حيال هايدغر إبان القرن العشرين.
طرح هوبيرت دريفوس مفهوم «الكينونة في العالم» ضمن مجال أبحاث الذكاء الاصطناعي. يرى دريفوس أنه لا يمكن حل المسائل البحثية طويلة الأمد، على غرار مشكلة الإطار، إلا ضمن إطار عمل هايدغري. كذلك كان لهايدغر تأثير عميق على التفاعلية مع المحيط والروبوتات الموضعية.

## طالع أيضًا
- اختلاف انطولوجي

## روابط خارجية
- مارتن هايدغر على موقع IMDb (الإنجليزية)
- مارتن هايدغر على موقع الموسوعة البريطانية (الإنجليزية)
- مارتن هايدغر على موقع مونزينجر (الألمانية)
- مارتن هايدغر على موقع إن إن دي بي (الإنجليزية)
- مارتن هايدغر على موقع ديسكوغز (الإنجليزية)